# Вороновская волость (Брянский уезд)
Во́роновская волость — административно-территориальная единица в составе Брянского (с 1921 — Бежицкого) уезда.
Административный центр — деревня Вороново.

## История
Волость образована в 1880-е годы из части Молотьковской волости.
В ходе укрупнения волостей, в 1924 году к Вороновской волости была присоединена Снопотская волость.
В 1929 году, с введением районного деления, волость была упразднена, а её территория вошла в состав Рогнединского района Рославльского округа Западной области (ныне — в составе Брянской области).

## Административное деление
В 1920 году Вороновская волость включала в себя следующие сельсоветы: Владимировский, Вороновский 1-й и 2-й, Гатьковский, Горелослободский, Желтоноговский, Жуковский, Казинский, Каменский 1-й и 2-й, Литовницкий 1-й и 2-й, Молотьковский, Погореловский, Поповский, Сарыевский, Семёновский 1-й и 2-й, Студенецкий 1-й и 2-й, Троицкий 1-й и 2-й, Яблоновский, Яблоновский (выс.).
По состоянию на 1 января 1928 года, Вороновская волость включала в себя следующие сельсоветы: Бунёвский, Владимировский, Вороновский, Горелослободский, Жуковский, Каменский, Копальский, Молотьковский, Пятницкий, Селиловичский, Семеновский, Снопотский, Хотмировский, Яблоновский.